# おっ!サン
おっ!サンは、兵庫県にあるテレビ局・サンテレビジョン（SUN）のマスコットキャラクター。同局のPRコマーシャルに登場している。
局名のサン、リモコンキーIDの「3」をおじさんとかけた。

## 特徴
- 2005年12月5日、デビュー。
- 体は太陽の形をしており、メガネを掛け、鼻の下にはちょびヒゲを生やしている。
- 太陽の「輝き」部分が髪・手・足に変化して登場することもあり[1]、ちょいワルバージョン[2]、阪神タイガースの野球帽を被ったバージョン、野球のバットやグローブを持ったバージョン、くしゃみをするバージョン、マリオネットバージョンなど、無数のバージョンが存在する。
- 声優は餃子大王の元気ブラザーズあか[3]。

## 設定プロフィール
- 出身は神戸市長田区[4]。
- 年齢は自称38歳だが、話が合わないのでどうやら50歳代半ば頃らしい[5][6]。
- 趣味はサンテレビの視聴。
- 野球は阪神戦以外見ない[7]。
- 実は大のギャンブル好きで、スロット捌きがすごい。
- 盲牌が得意な時代があったらしい。
- いつかは馬主になりたいと思っている[8]。
- 携帯メールを打つのは異様に早い。
- メガネは学生時代からのもので、毎日手入れは欠かさない。
- 自分では若いつもりでいるため、「おっさん」と呼ばれるとちょっとヘコむ。
- 左利き。ごはんをよそうのとお箸を持つのは左手。
- 愛犬の名前は「ピコロ」（ポートアイランド時代の社屋で営業していた喫茶店と同名）。

## CM
おっ!サンは前述の通り、サンテレビのPRCMに使われている。内容の一部は携帯サイトやサンテレビボックス席のCMとなっている。現在ホームページ上で閲覧可能なCMの種類は30種類程（30秒、15秒などバージョン違いも含む）。以下、主だった物を紹介する（名称はサンテレビホームページ上より）。

### 実写
2005年末から放映されている。CM初期に製作されたものが殆どで、現在はアニメに移り放送回数も減っている。パターンは以下の四つ。
- 連ドラ編
初期に作られ、現在はホームページ上でも閲覧ができない。現在放送中のおっ!サンがメインのCMとは違い、夫婦がサンテレビを原因にケンカし、ついには離婚してしまうという構成で作られている。従って一話完結では無く、連なった時に系列のCMが全四話が続く。毎回どこかに「おっ!サンテレビ」という台詞が入り、幕切れは必ずブラックアウトする。
  - 第一話:夫婦の旦那が床屋で眉を剃ってもらっている時に、たまたま付いたテレビ（BGM：ビッグフィッシングのオープニングテーマ）の方向を思わず向いてしまい、誤って眉を剃り落としてしまう。
  - 第二話:夫婦の経営しているお好み焼き屋で、旦那がお好み焼きを焼いている最中にサンテレビに見入ってしまい、指にかなりオーバーな火傷を負ってしまう。指がアニメのように膨れ上がってしまうためお好み焼きのヘラを持つことができず、「お前が焼けばいいやろ!」と閉店後の店内で夫婦喧嘩をする所で画面はブラックアウトする。
  - 第三話:子供を連れて逃げる嫁の姿を旦那が追うが、たまたま電気屋のテレビでやっていたサンテレビにまたしても目を取られ、「サンテレビと結婚し!」という嫁の言葉と共に振りかざされたハンドバッグが首に直撃、捻挫してしまう。
  - 第四話:ギプスを巻いた旦那が嫁の実家で、嫁の父にビールを注いでいる最中にお婆ちゃんが付けたサンテレビの画面に目を取られビールをこぼしてしまい、拭き取ろうとするも皿が散らばったり食卓が散々な状況になる、というもの。この後に「おっ!サン」のアニメが登場し、「よー出来た話やなぁ」（このパートのみホームページで閲覧可能）という台詞と共にCMを締めくくる。
- おっ!サン編

おっ!サンがメインで作られた実写版のCM。ハンディカムで取られたような映像の中に、突拍子も無くおっ!サンのアニメが現れる。ライオンの顔がおっ!サンの顔に変えられたりするものから、イルカの背中におっ!サンが乗っていたり、楽しげにブランコに乗る青年の横におっ!サンが黙って浮いており、終了間際に「早よ代われや」と呟くCMなどバリエーションは多い。必ず最後に、おっ!サンの顔がアップになる。
- 2012年
プロ野球シーズンに合わせて製作されたCM。サンテレビの野球中継を見ている飲食店の主人の動きを野球に合わせている。作中におっ!サンは出て来ず、締めも「It's Baseball Time!→SUN-TV」で終わっているが、ホームページのおっ!サンID集に関連として公開されている。なお、中継画面は出ておらず、実況はラジオ中継のような感じで入れていた。
  - ラーメン屋編：ラーメン屋の主人が野球中継に夢中になり、バッターに合わせて湯切り中の麺を振り回す。茹で汁が飛び散り、カウンターに座っていた客が被害を受ける。
  - たこ焼き屋編:4-6-3のダブルプレーに合わせておしぼりがたこ焼き屋の主人（打者）から一人目の客（セカンド）に投げられ、同じ席の二人目の客（ショート）にトスし、離れたところにいた三人目の客（ファースト）に行き渡る。おしぼりがダブルプレーのボールの動きを現している。
  - 寿司屋編その1:寿司屋の主人が野球中継の9回表2ストライク2アウトでのピッチャーの投球に合わせ、握っていた寿司を投げる。ここでは投げた寿司はどこへ行ったかは映っていない。
  - 寿司屋編その2:その1で寿司屋の主人が投げた寿司の行方をリプレイとして明らかにしている。投げた寿司は離れた所の客（キャッチャー）が素手で取（捕）り、そのまま食べた。ちなみに実況ではストライクとなっているが、主人が投げた寿司は客に向かって右上に飛ぶボール球である。
- チャレンジシリーズ

おっ!サンが様々な物事に挑戦する。
- - 2012年
    - プロレス
    - ロボット製作
    - ギター
    - 陶芸
    - カレー作り
    - 雑巾を縫う
    - あやとり
    - おにぎり

  - 2013年
    - 窓拭き
    - 影絵
    - 瓦割り
    - そろばん
    - マジック
    - 犬と遊ぶ
    - ベースギター
    - 線香花火
    - ビールを飲む
    - 掃除機に吸われる

### アニメーション
全編がアニメで作られており、ホームページ上の分類では以下のバリエーションがある。
(中にはリメイクされた物もある)
- アニメ

目に隈を作ったおっ!サンが「夜更かししてもうた」という一発ギャグ的なCMから（厳密に言えば5秒のIDであり、単発で挿入される場合もあるが、3本程度連続させて15秒CMとしている）、絵描き歌のCM（を装っているが、途中から歌が早口かつ大雑把になり、「バーン」の一声で太陽のフレア部分が一度に描かれたりと、絵描き歌の体を成していない）、おっ!サンがマリオネットになったりクレーンゲームの景品になったりなどのバリエーションがある。最近ではサンテレビモバイルの宣伝も製作されている。なお、大抵の場合、セリフの途中で時間切れカット（意図的に）される。
- 野球シリーズ

主にペナントレース中に放送されている。おっ!サンが助っ人外人の口調で「今日こそ、打つど。来たらんかい!」と啖呵を切った直後にデッドボールを受け、バットを持ったまま「テメ、コノヤロ!」と画面から見切れていく設定（このCMで当たり屋という設定が付いた）や、マウンドに立ったおっ!サンにピッチャー返しが命中し、太陽のフレア部分がはがれながら吹っ飛ばされたり、ホームランの打球が「おっ!サン」の看板に命中し、顔面部分がグシャグシャになったり、盗塁失敗、フライの捕球に失敗する、自身が運転していたリリーフカーが暴走し、見切れた後に激突音がする、などあまりいい扱いはされていない。また、一部作品で映像の最後に流れる男性コーラスが、応援歌風にアレンジされているものがある。
- スポーツシリーズ

現在「沼釣り編」と「ゴルフ編」が放送されている。3本のショートアニメを連続して流す形で、最初の場面のおっ!サンの台詞は必ず切られている。「沼釣り編」では「沼で釣りをすることを沼釣りといい」で無理矢理ロゴに画面を変えられ、「ゴルフ編」では「ええ天気や」でクラブに打たれてしまう。
- コラボシリーズ
  - Joshin（阪神タイガースオフィシャルスポンサー） - JoshinのCMでタイガースの選手が喋っている、「折込、パソコン、スマホ!」をおっ!サンが同じように喋っているものなど。
  - REDリターンズ - 「おっ!サンが活躍する映画が、ついに始まるでー!」とおっ!サンが意気込むが、実際には「出演シーンはカットされている」と知り落ち込むものなど。
  - 三井住友トラスト不動産 - 2024年シーズンに「サンテレビボックス席」で中継している試合が延長戦に入ると、イニング間でCMが流れるタイミングで、おっ!サンが「延長戦や」「トラストさん（スポンサーのマスコットキャラクター）とみる約束してた」「トラストさんがいいことを言っていた」などと言いながら赤いブラウン管テレビでボックス席を見ている映像が流れた後、「白熱の延長戦はCMの後！」とナレーションが入ってから、普段の三井住友トラスト不動産のCMが流れ、中継が再開するという一連の流れが行われる。ちなみに、延長戦でのCMは、これらの映像とCMしか流れない。2025年シーズンには上記の映像に加え黒電話でトラストさんと電話するおっ!サンがブラウン管テレビでボックス席を見ている映像が加わった。その後の流れは上記と同じ。（この二つは交互に流れる）

## ポスター
プロ野球のシーズン期間中を中心に、JR三ノ宮駅東口からポートライナー三宮駅へ上がる階段の途中にポスターが掲示されている。図柄は毎月変わるが、プロ野球のシーズンオフの時期は「おっ!サン」のポスターではなく、代わりにサンテレビの自社制作番組の宣伝ポスターが掲示されているケースもある。なお、これらのポスターは2021年に神戸駅前JUSTスクエアへ移転してからは掲示されなくなった。
また、ポスターではないが、2009年シーズンは甲子園球場で行われる阪神タイガース戦をサンテレビで独占中継する場合、球場へ派遣される中継車後部に「おっ!サン」のメッセージボードが掲出されている。コメントは毎試合変わっており（スタッフがその都度書いているとみられる）内容もタイムリーなものが多い。

## キャラクターグッズ
2007年から阪神タイガースのグッズの製作を手掛けるシャープ産業が、サンテレビとタイガースのコラボレーションとして「おっ!サン」キャラクターグッズを製作・販売している。翌2008年には応援用の小旗や、ピンバッジなど販売品目を増やした。通信販売や一部を除くタイガースショップで購入可能。特に、大きなスポーツタオルを甲子園球場の観客席で広げると、「サンテレビボックス席」の中継カメラが捉えることがある。

## ゆるキャラグランプリ
日本各地からの自治体・企業の「ゆるキャラ」が出場してグランプリを決める「ゆるキャラグランプリ」の2015年度の大会に「おっ!サン」が放送局のキャラクターとしては大会史上初めて参戦した。